# Miromesnil
Miromesnil – stacja 9 i 13 linii  metra  w Paryżu. Stacja znajduje się w 8. dzielnicy Paryża.  Na linii 9 stacja została otwarta 27 maja 1923 r, a na linii 13 – 27 kwietnia 1973.